# Marjorie Gestring
Marjorie Gestring (* 18. November 1922 in Los Angeles; † 20. April 1992 in Burlingame) war eine US-amerikanische Wasserspringerin. Sie nahm einmal an Olympischen Spielen teil und gewann dort eine Goldmedaille.

## Karriere
Marjorie Gestring nahm an den Olympischen Sommerspielen 1936 in Berlin teil. Sie hatte sich in den Trials hinter Katherine Rawls für die Teilnahme am Wettbewerb vom Drei-Meter-Brett qualifizieren können. Im olympischen Wettkampf gewann Gestring dann aber vor Rawls und der weiteren amerikanischen Starterin Dorothy Poynton die Goldmedaille. Damit war sie mit 13 Jahren und 268 Tagen 
die bis dahin jüngste Olympiasiegerin. Zwischen 1936 und 1940 gewann sie acht Titel der Amateur Athletic Union. 1948 nahm Gestring im Alter von 25 Jahren an den Trials für die Olympischen Sommerspiele 1948 in London teil. Als Vierte verpasste sie jedoch die Qualifikation um einen Platz.